# Victòria de Donnissan de La Rochejaquelein
Victòria de Donnissan de La Rochejaquelein (francès: Victoire de Donnissan de La Rochejaquelein)  (Versalles, 25 d'octubre de 1772 - Orleans, 15 de febrer de 1857) és coneguda per les seves desgràcies i per la part que pren en les guerres de la Vendée.

## Biografia

### Origen
Procedent d'una influent família a la cort de Versalles, és l'única filla de Guy Joseph de Donnissan, mariscal de camp, gran senescal de Guyenne i Marie-Françoise de Durfort de Civrac (1747-1839); pertany, per tant, a les famílies més distingides. Educada amb la màxima cura, només tenia disset anys quan van esclatar les primeres tempestes de la Revolució Francesa.

## Marquesa de Lescure
A finals de 1789, va venir amb el pare i la mare per instal·lar-se al castell de Citran, al Médoc; Va ser allà quan el 1791 es va casar amb el seu cosí, Louis de Lescure, un jove oficial sense problemes, el nom del qual va obtenir una gran il·lustració. És alhora un matrimoni de conveniència i comoditat. La situació política de França cada vegada més crítica, Lescure decideix emigrar i, amb aquest propòsit, va amb la seva dona a París l'estiu de 1792. El moment és terrible: assisteix a les diades de 20 de juny i 10 d'agost; i en aquesta última, ell i la seva dona embarassada de set mesos, obligats a buscar asil, corren un gran perill. Renunciant al pla d'abandonar França, Lescure creu que el camí més prudent és retirar-se a les seves propietats a prop de Bressuire, a Deux-Sèvres, al Château de Clisson, a la comuna de Boismé (no confondre amb Clisson al Loira- Atlàntic). El senyor i la senyora de Donnissan acompanyen allà la seva filla. No són sense greus dificultats que aconsegueixen sortir de París el 25 d'agost, pocs dies abans de les massacres de setembre, i fer un llarg recorregut pel mig de les poblacions ateses a l'agitació molt animada.

## Lainsurrecció vendeana
A Clisson, estem en una regió tranquil·la; però el torrent revolucionari continua augmentant. Lluís XVI va morir guillotinat. Les persecucions es dirigeixen contra els sacerdots refractaris; el reclutament de 300.000 homes va ser la guspira que va incendiar la pols: el Bocage va augmentar; el conjunt de la Vendée agafa les armes i ben aviat Lescure, seguit pel seu cosí Henri de La Rochejaquelein, que és el primer que es posa al capdavant dels camperols, Charles de Bonchamps, François de Charette de La Contrie, Maurice D'Elbée, Jean- Nicolas Stofflet, Jacques Cathelineau es mostren voluntaris als camps de batalla i la lluita adquireix proporcions gegantines. Mentre és favorable als vendeans, Madame de Lescure es manté allunyada del seu marit i es va retirar al Château de la Boulaye.
Es va unir al seu marit, quan es va trencar el braç durant la batalla de Saumur; ella l'acompanya en els seus perillosos viatges. El castell de Clisson està cremat; onades de soldats republicans inunden la Vendée; la lluita de Torfou, fatal per als Mayençais, que comanda Jean-Baptiste Kléber, i molts xocs tenen lloc amb èxits compartits, quan el 17 d'octubre de 1793, a la segona batalla de Cholet, Lescure va rebre una ferida més greu. Els vendeans, aixafats per nombres, decideixen buscar refugi a l'altra banda del Loira, una resolució fatal, ja que allunyant-se de les seves cases, aventurant-se en un país que els és hostil, vergonyós per una multitud de dones fugitives, de no combatents que obstrueixen els seus moviments, no podran escapar dels grans desastres. És el "Gir de galerna".
Madame de Lescure segueix aquesta expedició amb la seva filla d'un any, caminant a peu al costat de la llitera en la qual és transportat el seu marit; està embarassada i només per una mena de miracle sobreviu a tanta tremolor aguda. El 4 de novembre, l'home ferit va morir. La seva vídua, malmesa de dolor, queda atreta en la marxa de l'exèrcit de la Vendée que, després d'haver intentat cap a la costa un punt impotent, després d'haver atacat vanament a Granville, torna al Loira, esforçant-se sense èxit per apoderar-se d'Angers, va dur a terme una batalla ferotge als carrers de Le Mans, i finalment va veure que els seus enderrocs sucumbien a Savenay el desembre de 1793.

## La mort de Lescure
Durant les sis setmanes que passen des de la mort de Lescure fins a la dispersió de l'exèrcit vendeà, la seva dona ha de suportar el fred, la fam, la fatiga, la misèria, les alarmes més cruels; devorada per la febre, que portava una disfressa de pagès, durant diversos dies tenia només unes cebes per menjar que treia dels camps; aclaparada amb cansament, de vegades dorm breus moments a la palla, al so del canó les bales de canó que cauen a prop seu. En els darrers moments de la ruta, es va veure obligada a separar-se de la seva filla, a qui va confiar a una família de camperols propers a Ancenis. A Savenay s'allunya del seu pare, que pocs dies després és pres i afusellat; i, disfressada com la seva mare amb el vestit de les pageses bretones, busca refugi en una remota granja de la regió de Prinquiau.

Acollida amb hospitalitat, passà l'hivern del 1793 al 1794 amb conreadors que, per la seva pobresa, es protegien de les tasques revolucionàries i que estaven acostumats a una vida de fatiga i privació. La seva aparença i la de Madame de Donnissan són tan miserables que aquestes dones, que tan sovint han donat almoina, queden diverses vegades exposades a rebre-la. Sovint obligades a fugir, a fugir al bosc per tal d'escapar de les recerques dels blaus, la seva vida només és un teixit de preocupacions, alertes, perills, terrors incessants de tots els temps. Va ser enmig d'aquests terribles assajos que Madame de Lescure va donar a llum a dues filletes; després va passar un mes en una cabana que havia estat deshabitada durant diversos anys i que va tenir cura de mantenir la porta i les finestres tancades per no cridar l'atenció. Ella aprèn en aquesta miserable residència de la mort d'una de les dos bessones i, mentre plora, no pot evitar dir:
| « | <"És més feliç que jo!" | » |

.Després de molts perills, després que ella vagues de l'asil a l'asil, el 9è Termidor, en enderrocar el règim del terror, va arribar a oferir certa seguretat al previst; però cal que la reacció penetri en províncies remotes. Es proclama finalment una amnistia i Madame de Lescure es dirigeix a Nantes, on troba gent que han experimentat desgràcies tan importants com la seva. Després marxa a viure al castell de Citran, al Médoc; aquí s'acaba l'activa part i per dir-ho així; part militant de la seva vida. Arriba a la seva nova llar al febrer i gairebé immediatament té una altra mort per plorar, la de la petita que li quedava.

## Exili
Després del 18è Fructidor, es va produir un ressorgiment de persecucions contra els reialistes; Madame de Lescure, inscrita a la llista d'emigrants, tot i que no havia marxat de França, s'ha d'allunyar, i va passar un temps a Espanya; pot tornar després de 18 anys amb Brumaire i torna a posseir aquells dels seus béns que no s'han venut, així com la fortuna del seu marit.

## Marquesa de La Rochejaquelein
El març de 1802, cedint-se a l'autoritat de la seva mare, es va casar amb el seu cosí Louis de La Rochejaquelein, germà de Henri, el més famós dels generals vendes. La seva vida va transcórrer pacíficament, ja sigui a Citran, o a Clisson, a Poitou. El 1808, ja tenia cinc fills. El seu marit es va negar a acceptar cap càrrec durant l'Imperi i els primers mesos de 1814 va treballar per provocar un aixecament a la Vendée; va fer una poderosa contribució al moviment que, el 12 de març, va proclamar el retorn dels Borbó a Bordeus.

## Restauració
La primera restauració és un moment feliç per a aquesta família. Creat mariscal de campament i comandant dels granaders muntats de la casa del rei, Lluís tenia la possessió de tot favor reial quan arribaven els cent dies. Va pensar que era el seu nom i els antecedents de la seva carrera per iniciar una lluita infructuosa; el 4 de juny, a la granja "Mattes" entre Le Perrier i Saint-Hilaire-de-Riez, va ser impactat per una bala mentre examinava la posició d'una columna de les tropes imperials.
La seva dona, que torna a buscar la seva jubilació a Espanya, viatja a Sant Sebastià amb la seva jove família; és allà on coneix la notícia de la mort del seu segon marit, una mort que recorda tan tristament el final del primer. La segona restauració va fer que el seu fill gran fos par de França; després té uns quants anys de descans que fa servir per alleujar les misèries que, durant les cruents lluites, es fan pesades a la Vendée; però la revolució de 1830 ha de provocar noves ferides a aquest cor tan sovint afectat.
El fill gran del marquès, després de participar activament en la prova d'insurrecció que provoca la presència de la duquessa de Berry el 1832, va a Portugal i és assassinat el 5 de setembre de 1833, mentre lluitava amb els partidaris de la Miquel I de Portugal. Noia, dona, germana, mare, Madame de la Rochejaquelein va veure caure a tots els que estimava.
El 1832, allunyant-se d'una regió que li recorda records tan tristos, va arribar a instal·lar-se a Orléans, una ciutat on l'anomenaven el barri de dues de les seves filles casades, que vivien a la zona. Molts acusats reialistes que van participar en la Revolta de La Vendée havien estat enviats a Orleans per ser jutjats, es multiplica per prestar-los servei, per ajudar-los, i està satisfet de veure-ls gairebé absolts. Es va tornar cega, morí el 15 de febrer de 1857.

## Títols
- 25 d'octubre de 1772: Mademoiselle Victoire de Donnissan de Citran.[1]
- 1791: Madame Louis-Marie de Salgue, marquesina de Lescure.[2]
- 4 de novembre de 1793: Madame Louis-Marie de Salgue, marquesa dowager de Lescure.[3]
- Març de 1802: Madame Louis du Vergier, marquesa dowager de Lescure, comtessa de La Rochejaquelein.[4]
- 6 de setembre de 1802: Madame Louis du Vergier, Dowager Marquise de Lescure, Marquise de La Rochejaquelein.[5]
- 3 de juny de 1815: Madame Louis du Vergier, marquesa dowager de Lescure i La Rochejaquelein.[6]

## Obres
Casada per primera vegada amb el general de Lescure, el sant de Poitou, la senyora de La Rochejaquelein es fregava les espatlles amb tots els herois de la Gran Guerra. Les seves Memòries de Madame de La Rochejaquelein, iniciades a Espanya i completades durant els primers anys del seu segon matrimoni, evoquen el moment de l'èpica de la Vendée. Comunicats en manuscrits a Prosper de Barante, aleshores subprefecte de Bressuire, circulen en algunes companyies d'elit abans de lliurar-se a la impressió i produeixen una sensació profunda. S'imprimeixen el 1814, després de la caiguda final de Napoleó Ier. Traduïts a diversos idiomes, sovint es reimprimeixen. Una novena edició, inaugurada a París el 1862, va precedida d'una oració funerària pronunciada per mossèn Louis-Édouard Pie, bisbe de Poitiers el 28 de febrer de 1857, a l'església de Saint-Aubin de Baubigné. Trobem en aquests emotius relats grans desastres i infinites misèries, imatges sorprenents. La franquesa de la narració, la senzillesa de l'estil donen un preu particular a aquests records que no són una obra literària, però que quedaran com a testimoni de les guerres civils més fatals de les quals la història de França conserva en els seus annals els sagnants esplendors. Els historiadors consideren que l'edició Bourloton de 1889, coneguda com l'edició del Centenari.